# Vineta (organizacja)
"Vineta" (niem. Dienststelle "VINETA" – Propagandadienst Ostraum e.V.) – niemiecka organizacja propagandowa podczas II wojny światowej
Organizacja powstała na pocz. 1941 r. w Berlinie jako centrala dla tłumaczy i fachowców zajmujących się językami wschodnimi. Do wybuchu wojny z ZSRR 22 czerwca 1941 r. działała tajnie. Podlegała ministerstwu propagandy i oświecenia publicznego Josepha Goebbelsa. Na czele organizacji stanął SS-Brigadeführer dr Siegrfied Taubert, który pełnił jednocześnie funkcję komendanta szkoły SS na zamku w Wewelsburgu. W miarę rozwijania się sukcesów wojsk niemieckich na froncie wschodnim działalność organizacji ulegała powiększeniu. Utworzono wydzielone sztaby m.in. dla narodów Kaukazu, Kozaków, narodów Turkiestanu, Kałmuków. Każdy sztab był podzielony na 3 grupy: tłumaczy, redaktorów i biuro maszynistek. Powstały też struktury terenowe na okupowanych terenach sowieckich. Do zadań organizacji należało przede wszystkim wydawanie materiałów propagandowych w formie publikacji, broszur, listów, ulotek, plakatów itp., które rozdawano robotnikom przymusowym z okupowanych terenów ZSRR i żołnierzom kolaboracyjnych tzw. oddziałów wschodnich, jak też rozrzucano za linią frontu po stronie sowieckiej. Produkowano filmy i kroniki propagandowe we współpracy z Centralnym Towarzystwem Filmowym "Ost". Prowadzono audycje radiowe. Prowadzono też działania kulturalno-propagandowe dla ostarbeiterów i żołnierzy oddziałów kolaboranckich, jak występy zespołów ludowych, grup teatralnych, koncerty muzyczne itp. Na pocz. 1944 r. organizacja zatrudniała już ok. 4 tys. osób, w tym w berlińskiej centrali pracowało ponad 930 pracowników. Niemcy zajmowali jedynie stanowiska kierownicze, zaś pozostali byli Rosjanami, Ukraińcami, Białorusinami i przedstawicielami innych narodów zamieszkujących ZSRR. Działalność organizacji trwała do końca kwietnia 1945 r. W organizacji działał m.in. gen. Dmitrij J. Zakutny.